# Bab al-Jabiyah
Bab al-Jabiyah (en árabe: بَابُ الْجَابِيَّةِ‎, romanizado: Bāb al-Jābīyah, lit. 'Puerta del abrevadero') es una de las siete antiguas puertas de la ciudad de Damasco. Durante la época romana, la puerta estaba dedicada al dios Marte. Bab al-Jabiyah era la entrada principal en el lado oeste de la ciudad. La puerta se abre al zoco Medhat Pasha, que es la mitad occidental moderna de la Calle Recta, la arteria romana este-oeste (decumanus), que todavía la conecta con Bab Sharqi (la " Puerta del Sol " romana). El nombre moderno de la puerta data del período omeya y proviene del nombre de Jabiyah en los Altos del Golán, entonces capital del reino árabe cristiano de los gasánidas, aliados del Imperio romano.

## Historia
En la época romana, la puerta era una típica puerta tripartita con tres entradas: una calzada central para vehículos con ruedas, flanqueada por dos entradas peatonales. Cerca de la puerta se encuentra el antiguo Templo de Júpiter y el Teatro de Herodes el Grande (actual Bayt al-Aqqad).
Damasco fue conquistada por los musulmanes en la era de los Rashidun. Durante el sitio de Damasco, el general musulmán Abu Ubáidah ibn al Yarrah entró pacíficamente en Damasco a través de esta puerta el 18 de septiembre de 634. Se encontró con las fuerzas de Jálid ibn al-Walid, las cuales entraron en la ciudad por la fuerza desde Bab Sharqi, a mitad de la Calle Recta, cerca de la actual catedral mariamita de Damasco. Bajo el dominio musulmán, la puerta estaba parcialmente bloqueada a excepción de una pequeña abertura para peatones. Fue reconstruida durante el reinado de Nur al-Din, y la fecha inscrita fue 567 Hijri (1171-1172 d. C.). Otras inscripciones revelan que fue renovada nuevamente bajo el reinado del sultán ayubí al-Malik al-Mu'azzam, y nuevamente bajo los mamelucos en el año 687 de la Hégira (1288-1289 d. C.).